# Geertje Boeden
Geertje Boeden (* 3. August 1985 in Ost-Berlin) ist eine deutsche Musiktheater-Regisseurin, Schauspielerin und Autorin.

## Leben
Geertje Boeden wurde als Tochter des Schauspielehepaars Ute Boeden und Herbert Köfer (1921–2021) geboren. Ihre Schwester ist die Schauspielerin Mirjam Köfer (* 1973), ihr Halbbruder Andreas Köfer ist Kameramann.
Sie bekam im Alter von zwölf Jahren die durchgehende Rolle der Schülerin Antje van Rheeden in der KiKA-Serie Schloss Einstein, die sie von der ersten Staffel 1998 bis 2001 verkörperte. Danach studierte Boeden von 2005 bis 2009 Theaterwissenschaften an der Freien Universität Berlin. Im Jahr 2017 übernahm sie in Folge 887 von Schloss Einstein noch einmal einen Cameoauftritt als Diebin.
Während ihres Studiums begann sie als Regieassistentin für den britischen Regisseur David Pountney zu arbeiten, mit dem sie eine langjährige Zusammenarbeit verbindet. Neuproduktionen, Neueinstudierungen, Symposien und szenische Übernahmen führten sie von der Ruhrtriennale zu den Bregenzer Festspielen, ans Gran Teatre del Liceu Barcelona, das Teatr Wielki Warszawa (wo sie selbst die weibliche Hauptrolle auf der Bühne verkörperte) bis hin zum Lincoln Center Festival New York. Mit Pountney inszenierte sie auch bei den Bregenzer Festspielen 2014 in Co-Regie Mozarts Der Schauspieldirektor, zu dem sie ebenfalls die neu geschriebene Dialogfassung übersetzte. 
Nach ihren Jahren als Abendspielleiterin und Regieassistentin, 2009 bis 2012 am Deutschen Nationaltheater Weimar und 2012 bis 2015 an der Staatsoper Stuttgart, führt sie seit 2016 in allen eigenen Projekten Regie. So erschien 2018 ihr erster Märchen-Roman Irgendland. Ebenfalls 2018 kehrte sie als Regisseurin für die Uraufführung der Musiktheaterstückentwicklung Nathan und seine Kinder an das Nationaltheater Weimar zurück. Im Februar 2019 folgte ihre Premiere als Autorin und Regisseurin in Personalunion am Gerhart-Hauptmann-Theater (GHT) Görlitz mit Liebesgrüße aus Muskau, einem selbst verfassten Musiktheater-Abend über die amourösen Machenschaften von Hermann Fürst von Pückler-Muskau und das Geheimnis der ewigen Liebe. Nach der Inszenierung der Zauberflöte (W. A. Mozart) bei der Oper Oder-Spree im Sommer 2019, ebenfalls mit selbst verfassten Dialogen, kehrte Boeden als Regisseurin für die Opéra comique Dinorah von Meyerbeer an das GHT Görlitz im Oktober/November 2019 zurück. Im Dezember 2019 wurde ihr neues Stück Ein Waldmärchen an der Philharmonie Luxembourg zur Aufführung gebracht. Im März 2020 wurde Elektra von Strauss als szenisches Konzert mit dem Bournemouth Symphony Orchestra in Poole, UK, von Geertje Boeden inszeniert.
Boeden lebt in Berlin.

## Filmografie
- 1998–2001, 2007: Schloss Einstein (durchgehende Serienhauptrolle als Antje van Rheeden)
- 2017: Schloss Einstein (Cameoauftritt als Diebin)